# Slangerup
Slangerup è un centro abitato danese situato nella regione di Hovedstaden sull'isola di Selandia. Fa parte del comune di Frederikssund.
Fino al 1º gennaio 2007 è stato capoluogo dell'omonimo comune, , con l'entrata in vigore della riforma amministrativa, il comune è stato soppresso e accorpato insieme ai precedenti comuni di Jægerspris e Skibby al comune di Frederikssund.